# Tabanus subcrassus
Tabanus subcrassus är en tvåvingeart som beskrevs av Kapoor, Grewal och Sharma 1991. Tabanus subcrassus ingår i släktet Tabanus och familjen bromsar. Inga underarter finns listade i Catalogue of Life.